# Добчурское муниципальное образование (Братский район)
Добчурское сельское поселение — муниципальное образование со статусом сельского поселения в 
Братском районе Иркутской области России. Административный центр — село Добчур.

## Демография
По результатам Всероссийской переписи населения 2010 года
численность населения муниципального образования составила 1070 человек, в том числе 503 мужчины и 567 женщин.

## Населённые пункты
- посёлок Добчур
- село Хахарей